# Callicebus donacophilus
Callicebus donacophilus är en däggdjursart som först beskrevs av d'Orbigny 1836.  Callicebus donacophilus ingår i släktet springapor och familjen Pitheciidae. IUCN kategoriserar arten globalt som livskraftig. Inga underarter finns listade.
Denna springapa förekommer i norra delen av Bolivia och angränsande regioner av Brasilien (delstat Rondônia). Arten vistas främst i fuktiga skogar men hittas även i mera torra skogar. Liksom hos andra springapor bildas mindre familjegrupper av ett monogamt föräldrapar och deras ungar. Det rör sig i ett revir med en radie på 1,5 till 30 km.
Individerna når en kroppslängd (huvud och bål) av cirka 32 cm och därtill kommer en lång svans. Honor är med en genomsnittlig vikt på 0,9 kg lättare än hannar som når cirka 1,0 kg. Pälsen har på ryggen och extremiteternas utsida en orangegrå färg och buken är ljus brunorange. Kännetecknande är vita tofsar på öronen.
Individerna är aktiva på dagen men de vilar under dagens hetaste timmar. Frukter utgör 70 % av födan och dessutom äts blad, frön och insekter. Honor i fångenskap kan para sig hela året men i naturen sker parningen antagligen under regntiden. Dräktigheten varar ungefär 18 veckor och sedan föds vanligen ett ungdjur, sällan två. Två till fyra år efter födelsen blir ungarna könsmogna. Med människans vård blir Callicebus donacophilus nästan 25 år gammal.